# Марокко на літніх Олімпійських іграх 1988
Марокко брала участь в Літніх Олімпійських іграх 1988 року в Сеулі (Південна Корея) в сьомий раз за свою історію і завоювала одну золоту та дві бронзові медалі. Збірну країни представляли 27 спортсменів (24 чоловіка та 3 жінки).

## Золото
- Легка атлетика, чоловіки, 10000 метрів — Брагім Бутаєб.

## Бронза
- Легка атлетика, чоловіки, 800 метрів — Саїд Ауїта.
- Бокс, чоловіки — Абдель Хак Ашик.

## Склад олімпійської команди Марокко

### Бокс
Спортсменів — 7
- До 57 кг. Абдель Хак Ашик Підсумок —  бронзова медаль.
- До 48 кг. Маджджуб Мджіріх
- До 51 кг. Айса Мукрім
- До 54 кг. Мухаммед Ашик
- До 60 кг. Камаль Маржуан
- До 63,5 кг. Халід Рагілу
- До 67 кг. Абделла Тауане